# Cuori agitati
Cuori agitati (с итал. — «Взволнованные сердца») — дебютный студийный альбом итальянского певца и композитора Эроса Рамаццотти, который был выпущен в 1985 году лейблом Bertelsmann Music Group.

## Об альбоме
С Cuori agitati Рамаццотти выиграл фестиваль «Сан-Ремо» в 1984 году в номинации «Новые голоса». Победила композиция «Terra promessa», которая возглавила итальянский хит-парад синглов и включена в альбом.
В 1985 году на фестивале Сан-Ремо, Рамаццотти участвовал с песней «Una storia importante», которая заняла шестое место, но впоследствии возглавила итальянские чарты, а также достигла второй позиции во Франции. Сам же альбом занял десятое место в итальянском чарте музыкальных альбомов.

## Список композиций
Слова и музыка всех песен — Пьеро Кассано, Аделио Кольиати, Эрос Рамаццотти.
| №                   | Название                                        | Длительность |
| ------------------- | ----------------------------------------------- | ------------ |
| 1.                  | «Cuori agitati»                                 | 3:47         |
| 2.                  | «Respiro nel blu»                               | 3:40         |
| 3.                  | «Buongiorno Bambina» (Кассано, Рамаццотти)      | 4:15         |
| 4.                  | «Ora»                                           | 3:48         |
| 5.                  | «Volare navigare camminare»                     | 3:50         |
| 6.                  | «Una storia importante»                         | 4:11         |
| 7.                  | «Quando l'amore»                                | 4:01         |
| 8.                  | «Dritto per quell'unica via»                    | 3:57         |
| 9.                  | «Libertà libertà» (Рамаццотти)                  | 3:52         |
| 10.                 | «Terra promessa» (Рамаццотти, Альберто Салерно) | 3:44         |
| Общая длительность: | Общая длительность:                             | 37:35        |

## Хронология релизов
| Дата     | Лейбл         | Формат |
| -------- | ------------- | ------ |
| 1993 год | BMG           |        |
| 1993 год | BMG           | CD     |
| 1994 год | BMG Ariola    | CD     |
| 1995 год | Musicrama     | CD     |
| 2000 год | Silver Sounds | CD     |